# Frankfurt Galaxy (ELF)
|  | Aquest article tracta sobre el nou equip de futbol americà que juga a la Lliga Europea de Futbol. Si cerqueu l'antic equip de la NFL Europa, vegeu «Frankfurt Galaxy». |

Els Frankfurt Galaxy són un club alemany de futbol americà de la ciutat de Frankfurt, que juga en l'European League of Football (ELF). L'equip es fundà l'any 2021. Els seus colors són el porpra i or. Frankfurt Galaxy (ELF) és el successor de Frankfurt Galaxy.

## Palmarès
- 1 Campionat ELF Bowl: 2021
- 1 Campionat ELF Sud: 2021